# Pohlia australis
Pohlia australis là một loài rêu trong họ Bryaceae. Loài này được A.J. Shaw & Fife mô tả khoa học đầu tiên năm 1985.